# Después de Aquel Suceso
Después de Aquel Suceso es una banda de rock argentina, conocida también como DDAS, como marca en su logo, aunque su nombre completo es Después de Aquel Suceso de Haber Escapado por la Ventana. Fundada en 2004 por Juan Lo Bianco, Federico Falcone y Marcos Toledo, siempre se mantuvo en el circuito under, realizando sus producciones de manera 100% independiente.

## Historia
La banda nace un 29 de diciembre de 2004. Los integrantes se reúnen con el propósito de tocar, en homenaje, para los 100 años del partido de Carlos Tejedor (ciudad en la cual crecieron algunos de los integrantes). Proveniente de las raíces del rock en todos sus aspectos y géneros, la banda se reúne a fines de abril de 2005 en la ciudad de Buenos Aires para dedicarse a investigar libremente y sin ataduras los sonidos que surjan entre zappadas y bases sueltas.
Aún con pocas canciones DDAS debuta un 8 de julio de 2005 en “La galería del Rock” en La Plata. Entre bares y algunos reductos de Buenos Aires y el Gran Buenos Aires comienza a movilizar algunas ideas delirantes para darle un marco tanto auditivo como visual al panorama sobre el escenario.
A principios de 2006 graban en estudios Col un demo denominado "Idem" compuesto por tres temas más un bonus track en vivo.
En marzo de 2007 graban en vivo en estudios Col "Libro de Viaje", de 32:25 minutos compuesto por cinco movimientos musicales, improvisados en el momento, y utilizados como "Puertos" de anclaje para una barca imaginaria.
Para septiembre de 2007 se registra "Idem II", nuevo demo de la banda, en medio de un experimento en salas simultáneas y en vivo, también en estudios Col, donde cuentan con la participación de Máximo Bordoy en guitarra, para la canción Loco, raro y esquizo.
El 2 de diciembre se presenta por segunda vez en el Teatro "Club del Bufón" en un show de 2 horas que incluyó la presentación en vivo de "Libro de Viaje", registrado en vivo en los estudios móviles "Col".
En el verano de 2008 desembarca en Villa Gesell junto a Motorvicio donde recorren distintos lugares diurnos y nocturnos. Graban "Viaje lunático" (Simple) en estudios "Col".
El 4 de septiembre realizan su último recital con Marcos Toledo en batería, y dan la bienvenida a Ariel Sánchez que debuta en vivo el 13 de septiembre en el Teatro "Club del Bufón".
Dicho recital fue registrado en vivo por estudios móviles "Col". Este material denominado "Musicofrenia" se encuentra disponible en formato audio, y hasta el día de la fecha, el registro en video no ha visto la luz..
Entre 2009 y 2011 se realiza la producción de lo que será el primer disco oficial de la banda, con la colaboración de Mariano y Fabio (Estudio Supervos), Conejo Jolivet y Sebastián Colacilli, encargado este último de la ingeniería de grabación y mezcla. Dicho álbum vio la luz en abril de 2012, y cuenta también con un exquisito arte de tapa en manos de Javier Caire.
Entre los músicos invitados, se encuentra Nicolás Raffeta (Pappo's Blues) y Rubén Casco (Iván Noble) en órgano Hammond y teclados, respectivamente. Asimismo, Conejo Jolivet en guitarra y Sebastián Colacilli en guitarra acústica.
El baterista Martin "Tigre" Tigrino, también compañero en el proyecto paralelo "Motorvicio", sería el encargado de mantener a la banda tocando en vivo, incluyendo la presentación del "Slack" en Makena en septiembre de 2012.
Durante un lapso breve, la banda contó con Hugo González en batería, quien ofició de percusionista anteriormente.
En 2013 Lisandro Álvarez se hace cargo de la batería, y continúan presentándose en vivo, incorporando material nuevo, haciendo su "Último Show" el 7 de mayo de 2016, junto a la banda de América PEZA.
El retiro de los escenarios significó tomar la decisión de registrar en junio de ese año 10 canciones en Recbox (Junín, Bs. As.), siendo Sebastián Colacilli quien se encargó de la grabación, mezcla, y mastering. Se grabó en directo, con el trío tocando en vivo las bases, conservando el sentido crudo y sanguíneo de ese momento de la banda. 
En agosto de 2019 la banda regresa a tocar en vivo, presentándose en pequeños reductos (Musicleta y Pura Vida, en La Plata), para finalmente "adelantar" la presentación del disco en "El Emergente", material que fue registrado en Video y lanzado parcialmente.
En enero de 2020, con la ayuda de Franco Ledesma y Saverio "Pucho" Zavala, se presentan luego de muchos años de ausencia en Carlos Tejedor.
La pandemia llegó y en abril de 2020, sale finalmente el segundo Álbum de la banda, bajo el título #DDASII. Además del trío habitual, contó con la participación de Federico Fernández (Antilohue) en Percusión, Mariano Espósito en Teclados (4 temas), e Ignacio Hillcoat se encargó de las teclas en "Hombre A Pie".
En 2021 se incorpora a la banda el baterista Hermes Caldiero (Cabeza De Elefante), presentándose principalmente en el Bar Musicleta y actualmente están preproduciendo nuevo material.

## Discografía

### Álbumes de estudio
- Slack! (2012)
- #DDASII (2020)

### Simples/EPs
- Libro de Viaje [EP] (2007)
- Viaje Lunático [Sencillo] (2008)
- C'mon [Sencillo] (2017)
- Esporas [Sencillo] (2019) - luego incluido en #DDASII
- Fantasmas [Sencillo] (2019) - luego incluido en #DDASII
- Viaje Lunatico [Sencillo] (2019) - luego incluido en #DDASII
- Tema en Sol [Sencillo] (2019) - luego incluido en #DDASII
- Pow! [EP] (2021)
- Sacate El Monstruo [Sencillo] (2024)

### Demos
- Idem [Demo] (2006)
- Idem II [Demo] (2007)

### En Vivo
- Sálvenos Quien Pueda [Vivo] (2007)
- Musicofrenia [Vivo] (2008)